# Iliašská dolina
Iliašská dolina este o arie protejată (arie specială de conservare — SAC, sit de importanță comunitară — SCI) din Slovacia întinsă pe o suprafață de 101,39 ha, integral pe uscat.

## Localizare
Centrul sitului Iliašská dolina este situat la coordonatele 48°41′44″N 19°10′00″E / 48.695585°N 19.166671°E.

## Înființare
Situl Iliašská dolina a fost declarat sit de importanță comunitară în septembrie 2015 pentru a proteja 1 specie de plante și 1 specie de animale. Situl a fost protejat și ca arie specială de conservare în octombrie 2017.

## Biodiversitate
Situată în ecoregiunea alpină, aria protejată conține 4 habitate naturale: Fânețe de joasă altitudine (Alopecurus pratensis, Sanguisorba officinalis), Formațiuni de Juniperus communis pe lande sau pajiști calcaroase, Pajiști uscate seminaturale și facies de acoperire cu tufișuri pe substraturi calcaroase (Festuco-Brometalia) (* situri importante pentru orhidee), Pajiști uscate seminaturale și facies de acoperire cu tufișuri pe substraturi calcaroase (Festuco-Brometalia) (* situri importante pentru orhidee).
La baza desemnării sitului se află mai multe specii protejate:
- plante (1): Pulsatilla subslavica
- nevertebrate (1): fluturele purpuriu (Lycaena dispar)